# Mordella flavopunctata
Mordella flavopunctata là một loài bọ cánh cứng trong họ Mordellidae. Loài này được Castelnau miêu tả khoa học năm 1833.